# 루갈 (드라마)
루갈(RUGAL)은 2020년 3월 28일부터 2020년 5월 17일까지 방영된 OCN 토일드라마이다.

## 기획 의도
바이오 생명공학 기술로 특별한 능력을 얻은 인간 병기들이 모인 특수조직 '루갈'이 대한민국 최대 테러집단 '아르고스'에 맞서 싸우는 액션 히어로 드라마

## 등장인물

### 루갈
- 최진혁 : 강기범 역 - 35세. 강평유연경찰서 강력팀 형사
- 조동혁 : 한태웅 역 - 38세. 인공 팔을 가진 루갈의 조장
- 정혜인 : 송미나 역 - 30세. 前 강평유연경찰서 강력팀 형사이자 기범의 후배
- 김민상 : 최근철 역 - 53세. 경찰청 국장. 비밀 조직 루갈의 총책임자
- 박선호 : 이광철 역 - 28세. 경찰대 중퇴. 인공 피부와 장기를 이식받고 루갈에 합류

#### 루갈 그외 인물
- 장인섭 : 브래들리 역 - 32세. 루갈의 메카닉 전담 연구원
- 장서경 : 수잔 역 - 29세. 루갈의 바이오메카닉 전담 연구원
- 박충선 : 오 과장 역 - 44세. 전직 K병원 외과장

### 아르고스
- 박성웅 : 황득구 역 - 51세. 아르고스 부회장
- 한지완 : 최예원 역 - 32세. 아르고스 2대 회장. 고용덕 회장의 애인

#### 황득구 주변 안물
- 유상훈 : 민달호 역 - 44세. 아르고스의 행동대장이자 황득구의 오른팔

#### 최예원 주변 인물
- 박정학 : 고용덕 역 - 67세. 아르고스 1대 회장

#### 중간 보스들
- 김인우 : 최용 역 - 60세. 아르고스건설 대표이사. 중간 보스 서열 4위.
- 유지연 : 장미주 역 - 49세. 미국 프로덕션 대표. 중간 보스 서열 5위
- 지대한 : 봉만철 역 - 58세. 모핀저축은행 대표. 중간 보스 서열 5위.
- 김세현 : 설민준 역 - 43세. 아르고스엔터테인먼트 대표. 재즈바 운영. 중간 보스 서열 6위

### 그 외 인물
- 이상보 : 양문복 역 - 강평유연경찰서 형사. 기범의 동료.
- 이서엘 : 김여진 역 - 강기범의 아내
- 동현배 : 이재한 역 - 재즈팀 리더
- 김소리 : 재즈바 보컬 역
- 유형관 : 구원봉 역 - 전직 K병원 원장
- 방우호 : AI 목소리 역
- 윤희원 : V 역
- 나석민 : 조직원 역
- 서동석
- 안정호
- 권홍석
- 한동호
- 김성식
- 박민현
- 이보라
- 송채윤 : 광철에 의해 목숨을 건진 여학생 역
- 정두겸 : 최근철의 협력자 역

## 시청률
최저 시청률과 최고 시청률은 시청률 조사회사와 지역별로 시청률에 차이가 있을 수 있습니다.
| 제1회  | 3월 28일 | 2.612% | 2.781% |
| 제2회  | 3월 29일 | 3.884% | 4.075% |
| 제3회  | 4월 4일  | 2.874% | 3.206% |
| 제4회  | 4월 5일  | 3.199% | 3.879% |
| 제5회  | 4월 11일 | 2.002% | -      |
| 제6회  | 4월 12일 | 2.804% | 3.437% |
| 제7회  | 4월 18일 | 1.464% | -      |
| 제8회  | 4월 19일 | 2.574% | 2.921% |
| 제9회  | 4월 25일 | 1.579% | -      |
| 제10회 | 4월 26일 | 2.066% | 2.318% |
| 제11회 | 5월 2일  | 1.429% | -      |
| 제12회 | 5월 3일  | 2.676% | 3.407% |
| 제13회 | 5월 9일  | 1.255% | -      |
| 제14회 | 5월 10일 | 1.892% | 2.072% |
| 제15회 | 5월 16일 | 1.113% | -      |
| 제16회 | 5월 17일 | 2.305% | 2.472% |

## OST
다음은 오리지널 사운드트랙(OST) 싱글 앨범에 포함된 곡들이며, 정렬기준은 출시 순입니다.
- Part.1 한승희 - Never Cry (2020.03.28)
- Part.2 KLAZY - 타인의 눈 (2020.04.04)
- Part.3 민경훈 - Lost Life (2020.04.11)
- Part.4 타이비언 - No Limit (Feat. KLAZY) (2020.04.25)
- Part.5 데이먼 - Rising Force (2020.05.09)

## 참고 사항
- 이 드라마는 픽션이며, 실제와 관련 없음을 밝힌다.
- 이 화면은 레터박스로 구성되었다.

## 같이 보기
- 대한민국의 텔레비전 드라마 목록 (ㄹ)
- 2020년 대한민국의 텔레비전 드라마 목록
- 웹툰을 원작으로 한 텔레비전 드라마 목록